# Tetramesa aequalis
Tetramesa aequalis är en stekelart som först beskrevs av Walker 1871.  Tetramesa aequalis ingår i släktet Tetramesa och familjen kragglanssteklar. Inga underarter finns listade i Catalogue of Life.